# クレイトン・ドナルドソン
クレイトン・ドナルドソン（Clayton Donaldson 、1984年2月7日 - ）は、イングランド・ブラッドフォード出身のプロサッカー選手。サッカージャマイカ代表。ヨーク・シティFC所属。ポジションは、FW。

## 経歴

### クラブ
2010-11シーズン、EFLリーグ2で得点王になった。
2019年6月、ブラッドフォード・シティAFCへ移籍。

### 代表
2005年11月、ヨーロピアン・チャレンジ・トロフィー（U-23の大会）に参加するイングランドC代表のメンバーに選出された。その後も何度かC代表に招集されたが、A代表から声がかかることはなかった。
2015年4月、両親の祖国ジャマイカの代表として出場することを表明。コパ・アメリカ2015と2015 CONCACAFゴールドカップにはパスポート取得が間に合わず参加できなかった。2015年11月、ジャマイカ代表初招集。同月のワールドカップ予選・パナマ戦でジャマイカ代表デビューを飾った。続くハイチ戦で初ゴールを挙げた。

## 所属クラブ
ユース
- ブラッドフォード・シティAFC
- ハル・シティFC 2000-2002

プロ
- ハル・シティAFC 2002-2005

→ハローゲート・タウンFC 2002-2003 (loan)
→スカーブラFC 2003 (loan)
→ハリファックス・タウンAFC 2004 (loan)
→ハローゲート・タウンFC 2004 (loan)
- ヨーク・シティFC 2005-2007
- ハイバーニアンFC 2007-2008
- クルー・アレクサンドラFC 2008-2011
- ブレントフォードFC 2011-2014
- バーミンガム・シティFC 2014-2017
- シェフィールド・ユナイテッドFC 2017-2018
- ボルトン・ワンダラーズFC 2018-2019
- ブラッドフォード・シティAFC 2019-2021
- ヨーク・シティFC 2021-

## 代表歴
- イングランドC
- ジャマイカ
  - コパ・アメリカ・センテナリオ
  - 2018 FIFAワールドカップ・北中米カリブ海予選

ゴール
| No. | 開催日         | 開催地               | 対戦国 | スコア | 結果 | 試合概要                                    | Ref   |
| --- | -------------- | -------------------- | ------ | ------ | ---- | ------------------------------------------- | ----- |
| 1   | 2015年11月17日 | ポルトープランス     | ハイチ | 1–0    | 1–0  | 2018 FIFAワールドカップ・北中米カリブ海予選 |       |
| 2   | 2016年5月27日  | ビニャ・デル・マール | チリ   | 1–0    | 2–1  | 親善試合                                    | [ 9 ] |

## タイトル
個人
- フットボールリーグ2得点王: 2010-11